# Monte Cinto
Il monte Cinto (in còrso: monte Cintu), 2706 m, è la montagna più alta della Corsica.

## Descrizione

Monte Cinto 3D

Il monte Cinto si trova nella regione nord-ovest dell'isola, nel dipartimento della Corsica settentrionale. Nei pressi si trova il monte Grosso e il Capo Bianco. Dal versante meridionale del Monte Cinto nascono i torrenti che danno origine al fiume Golo, da est gli affluenti Erco e Radda, da nord lo Stranciacone che poi prende il nome di Asco e poi confluisce nel Golo. A ovest invece si trovano poco lontano le sorgenti del Fango.
I fondovalle circostanti sono coperti da fitti boschi di castagni, mentre a valle del Figarella si aprono parecchie steppe erbose aride e boschi di pino laricio. Questo è l'habitat di una numerosa popolazione di mufloni.

## Storia
La prima ascensione conosciuta fu quella compiuta da Édouard Rochat e dai suoi compagni passando dal versante sud nel 1882.

## Accesso alla vetta

Vista del monte Cinto

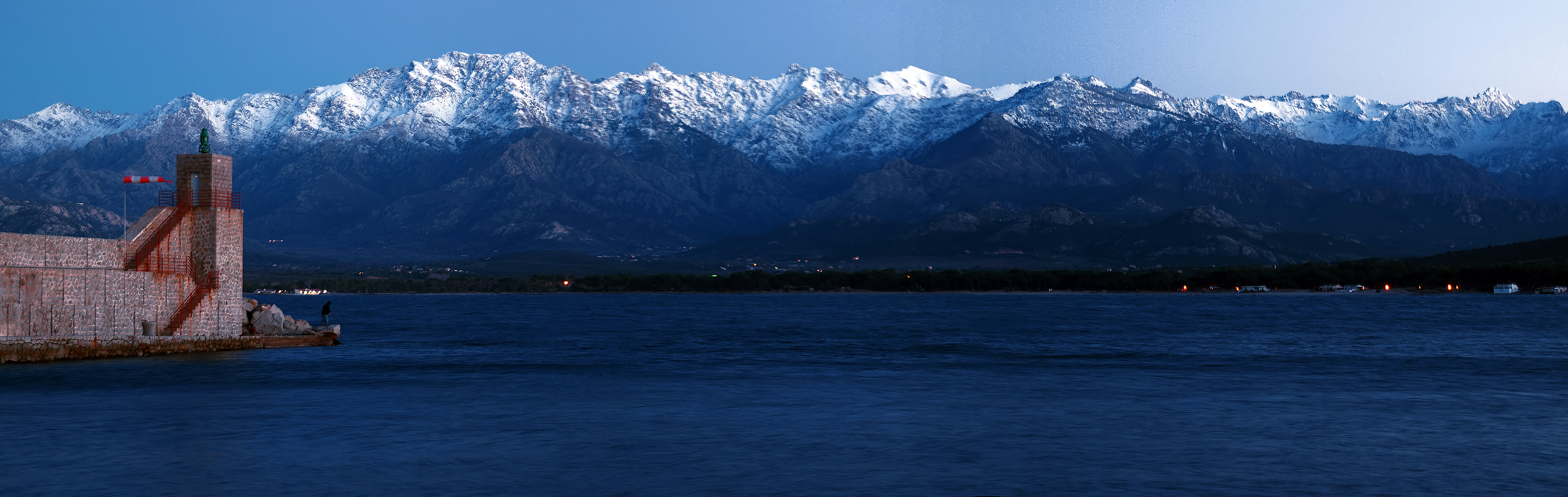
Vista da Calvi. A destra il monte Cinto

Il monte Cinto, soprattutto in primavera, è meta di escursionismo viste le non eccessive difficoltà di scalata. La parete sud è quella più frequentata, con vari itinerari che partono dal villaggio di Lozzi, nei pressi di Calacuccia. La sua vetta è raggiungibile anche partendo da Asco.
La vista dalla cima del monte si spinge fino alla Balagna e al golfo di Calvi, dal monte Padro, a Isola Rossa e l'intera costa occidentale di Capo Corso, l'isola d'Elba, la costa di Aleria e dal monte Rotondo, monte d'Oro, monte Renoso e monte Incudine. A sud la vista invece si spinge fino alle montagne della Sardegna, al golfo di Ajaccio col golfo di Sagona, il monte Paglia Orba e il golfo di Porto. Dal Monte Cinto, nelle mattinate terse, si intravedono anche le Alpi Liguri e Marittime e l'Appennino Ligure.